# Субангкіт
Субангкіт (індонез. Subangkit, нар. 29 листопада 1959, Пасуруан) — індонезійський футболіст, що грав на позиції захисника в низці індонезійських клубів та збірній Індонезії. Після закінчення виступів на футбольних полях — індонезійський футбольний тренер.

## Кар'єра футболіста
Субангкіт народився в місті Пасуруан, та розпочав виступи на футбольних полях у місцевій команді «Персекап Пасуруан». У 1979 році футболіст перейшов до складу команди «Ассіабаб Сурабая», а в 1981—1983 роках грав у складі команди «Джака Падама». З 1983 до 1984 року Субангкіт грав у складі клубу «НІАС Мітра». У 1985 році футболіст виступав у складі клубу «Сур'янага». У 1986 році гравець перейшов до клубу «Персебая» (Сурабая), у складі якого в сезоні 1987—1988 років став чемпіоном країни. У 1992 році футболіст завершив виступи на футбольних полях.

## Виступи за збірну
У 1979 році Субангкіт у складі молодіжної збірної Індонезії брав участь у молодіжному чемпіонаті світу з футболу. У 1981 році футболіст дебютував у складі національної збірної Індонезії, відомо щонайменше 5 матчів, у яких Субангкіт зіграв у національній збірній країни.

## Тренерська кар'єра
У 2002 році Субангкіт очолив свій колишній клуб «Персекап Пасуруан», у якому працював до 2006 року. з 2006 до 2007 року колишній футболіст очолював клуб «Персіку», а в 2007—2009 роках очолював тренерський штаб клубу «Персема» (Маланг). У 2009 році тренер очолив клуб «Персела» (Ламонган), а в 2010—2012 роках працював голоним тренером клубу «Бхаянгкара». З 2012 до 2013 року тренер працював у клубі «Персіва» (Вамена).
У 2013 році Субангкіт очолив молодіжну команду клубу «Шривіджая», проте за короткий час очолив головну команду клубу, і на цій посаді працював до кінця 2014 року. У 2016 році фахівець очолював тренерський штаб свого колишнього клубу «Мітра Кукар», а в 2017 році був головним тренером клубу ПСІС (Семаранг). У 2018 році Субангкіт удруге в кар'єрі очолив клуб «Шривіджая», утім у кінці року перейшов на роботу в молодіжний склад клубу. У 2021 році тренер працював у юнацькій команді клубу «Бекасі Сіті», але вже в цьому році став головним тренером клубу «Гресік Юнайтед». з 2022 до 2024 року Субангкіт був головним тренером свого рідного клубу «Персекап Пасуруан».